# Psylla buxi
Espèce
Psylla buxi (psylle du buis) est une espèce d'insectes hémiptères de la famille des Psyllidae, originaire d'Europe.
Cet insecte ravageur parasite le buis (Buxus sempervirens), provoquant une déformation du feuillage et des dégâts qui nuisent à l'esthétique des plantes et affectent leur croissance.

## Synonymes
Selon Catalogue of Life (22 décembre 2020) :
- Asphagidella buxi (Linné, 1758),
- Chermes buxi Linné, 1758,
- Psylla (Asphagidella) buxi (Linné, 1758),
- Psyllia buxi (Linné, 1758).